# Fristat
Se även fristad.
Fristat är inget enhetligt begrepp, utan en beteckning som vid olika tider getts åt stater av vitt skilda slag. Ett återkommande drag är att de i någon mån varit anomalier (avvikelser) i förhållande till den rådande normen i det sammanhang där de upprättats.

## Tyskland
Begreppet fristat (Freistaat) lanserades under 1800-talet som synonym till republik. Detta hade sitt ursprung i det tyska kejsardömets fria riksstäder och fria hansestäder, som hade republikanska statsskick.
Under revolutionerna i Tyskland i samband med vapenstilleståndet i första världskrigets slutskede, föll de tyska monarkierna och vissa av de nybildade tyska delstaterna började kalla sig för fristater. Av historiska skäl kallar sig dagens förbundsländer Bayern, Sachsen och Thüringen fortfarande för fristater. Dessa tre förbundsländer stod utanför Preussen och har inte delats eller slagits samman med något annat område, utan har ungefär samma omfång som under mellankrigstiden.
1919 upprättades Fria staden Danzig mellan Polen och Ostpreussen som en fri stad under beskydd av Nationernas förbund. Självständigheten upphörde 1939 när Nazityskland ockuperade staden.

## Afrika
Vid Berlinkonferensen 1884-1885 erkände kolonialmakterna Kongofristaten (franska État Indépendant du Congo) som ett frihandelsområde under ledning av Belgiens kung Leopold II. Termen "fristat" användes enär landet var fritt ifrån kolonialmakternas styre och det belgiska parlamentet, det var istället ett område direkt underställt belgarnas konung. Resultatet blev dock en hänsynslös exploatering som ledde till att kungen efter internationella påtryckningar tvingades lämna kolonin till belgiska staten 1908.
Genom konventionen i Bloemfontein 1854 erkände Storbritannien boernas Oranjefristaten (afrikaans Oranje Vry Staat) som en oberoende republik. Efter andra boerkriget 1899-1902 blev området brittisk koloni men återfick 1907 lokal autonomi. 1910 anslöt sig Oranjefristaten till Sydafrikanska unionen. Idag är området en av Sydafrikas nio provinser med det historiskt färgade namnet Fristatsprovinsen.

## Övriga
1922 frigjordes Irländska fristaten (iriska Saorstát Éireann) som självstyrande dominion inom Brittiska imperiet. I och med bildandet av Brittiska samväldet (The British Commonwealth) och Westminsterstatuten 1931 fick dominierna full suveränitet i personalunion med Storbritannien, d.v.s. med den brittiske monarken som statsöverhuvud. Med en ny författning 1937 fick fristaten en symbolisk president. 1949 lämnade Irland Samväldet och blev fullvärdig republik.
Efter att Österrike-Ungern upplösts i samband med första världskrigets slut utropades Fristaten Fiume 1920 och var självständig till 1924. Efter andra världskriget utropades Fria territoriet Trieste 1947. 1954 delades territoriet mellan Italien och Jugoslavien.
Sedan 1952 är Puerto Ricos namn som samväldesterritorium associerad till USA Associerade fristaten Puerto Rico (spanska Estado libre asociado de Puerto Rico).
Den pakistanska provinsen Azad Jammu och Kashmir (Fria staten Jammu och Kashmir) är den mindre del av Kashmir som tillföll Pakistan 1949 efter Brittiska Indiens delning.